# Marie-Antoinette d'Autriche (1669-1692)
Pour les articles homonymes, voir Marie-Antoinette d'Autriche (homonymie).
Titres
Électrice consort de Bavière
15 juillet 1685 – 24 décembre 1692
(7 ans, 5 mois et 9 jours)
Princesse héritière d'Espagne
12 mars 1673 – 24 décembre 1692
(19 ans, 9 mois et 11 jours)
Marie-Antonie-Thérèse-Josèphe d'Autriche, archiduchesse d'Autriche, née le 18 janvier 1669 au Palais de la Hofburg de Vienne et morte dans le même lieu le 24 décembre 1692, est une des filles de Léopold Ier du Saint-Empire et de Marguerite-Thérèse d'Autriche. Elle est la première épouse de Maximilien-Emmanuel de Bavière et la mère de Joseph-Ferdinand de Bavière.

## Famille
Elle est le seul enfant survivant à l'enfance de Léopold Ier du Saint-Empire et de Marguerite-Thérèse d'Autriche. Par son père, est la petite-fille de Ferdinand III du Saint-Empire, empereur du Saint-Empire romain germanique, et de Marie-Anne d'Autriche. Par sa mère, est la petite-fille de Philippe IV et de Marie-Anne d'Autriche.
Ses deux frères et sœur, étant mort au berceau, elle est la seule héritière du trône d'Espagne, grâce à sa mère Marguerite-Thérèse d'Autriche qu'elle perd à l'âge de 4 ans. Sans héritier mâle, l'empereur se remarie à sa cousine Claude-Félicité d'Autriche avec qui il n'a que deux filles qui meurent en bas âge. L'impératrice Claude-Félicité s'éteint en 1676 à l'âge de 22 ans. Toujours sans héritier mâle, l'empereur épousa en troisième noces la princesse Éléonore de Neubourg qui donnera à la Maison de Habsbourg  non seulement l'héritier attendu mais une nombreuse progéniture. Aussi l'archiduchesse Marie-Antoinette aura-t-elle de nombreux demi-frères et demi-sœurs notamment les futurs empereurs Joseph Ier et Charles VI du Saint-Empire, et Marie-Anne qui sera reine du Portugal.

## Biographie

### Enfance

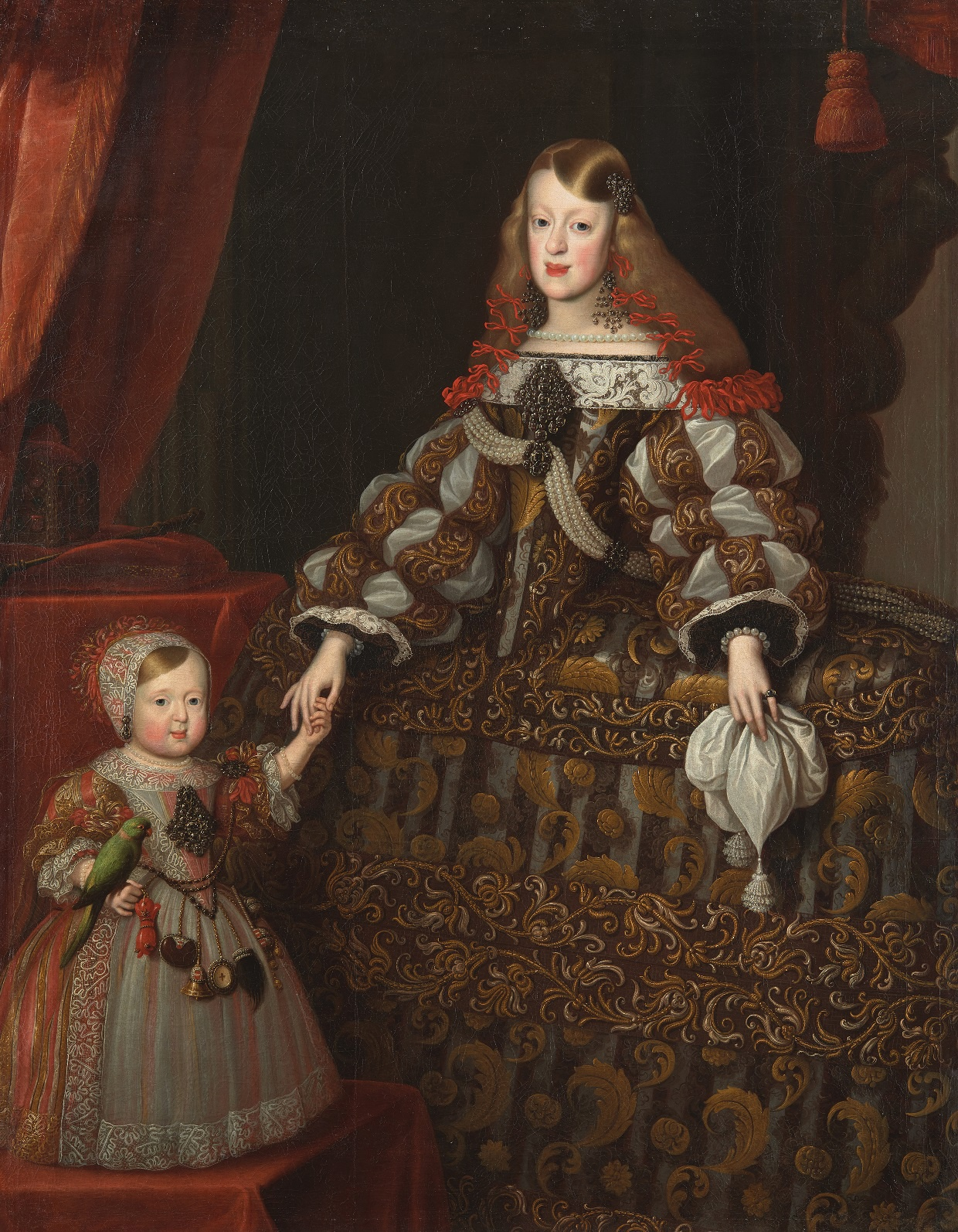
Marie-Antoinette et sa mère Marguerite-Thérèse en 1670

Sa naissance est le résultat de la consanguinité chronique dans la famille des Habsbourg au cours des XVIe et XVIIe siècles. Son père Léopold était l'oncle maternel de sa mère mais aussi son cousin germain paternel. De plus, ses grands-parents maternels, le roi Philippe IV et la reine Marie-Anne d'Autriche, étaient oncle et nièce. Les deux parents de Philippe IV étaient eux-mêmes issus de mariages oncle-nièce. Elle n'avait que dix arrière-arrière-arrière-grands-parents au lieu des 32 habituels.
Depuis son enfance, Marie-Antoinette était une fille intelligente et cultivée, partageant la passion de ses parents pour la musique. Elle sera d'ailleurs très appréciée par son père, dont elle sera tout ce qu'il lui reste de sa première épouse Marguerite-Thérèse d'Autriche.

### Un mariage politique malheureux
Durant son enfance, sa grand-mère Marie-Anne d'Autriche voulait qu'elle épouse Charles II, qui n'est autre que son oncle maternel, mais ce projet n'aboutit pas en raison des circonstances politiques. En 1680, en France, sa tante, la reine Marie-Thérèse d'Autriche souhaitait la faire marier à son fils, mais son projet fut contrecarré par Louis XIV lui-même qui décida de marier le Grand Dauphin à Marie-Anne de Bavière. De toute façon l'empereur Léopold ne voulait pas faire d'alliance avec la France, malgré le fait que sa cousine y soit reine.
En 1684, Maximilien-Emmanuel de Bavière qui est électeur de Bavière, sollicite la main de la fille de l'empereur pour des raisons politiques. Le prétendant promit qu'il ne conclurait pas d'alliance avec la France et qu'il continuerait à soutenir l'empereur contre les Ottomans. Léopold Ier du Saint-Empire accepte et lui donne la main de sa fille.
Marie-Antoinette et Maximilien-Emmanuel de Bavière se marient alors le 15 juillet 1685 à Vienne. Le mariage n'est pas heureux en raison de la différence de caractères des deux époux : Maximilien est extraverti et vif tandis que Marie-Antoinette était introvertie et sérieuse. Marie-Antoinette a aussi été offensée par l'infidélité constante de Maximilien. Ils se mirent alors à se détester mutuellement.
Son mari lui prête peu d'attention et n'eut avec elle un premier fils qu'après quatre ans de mariage, Joseph-Ferdinand, né le 22 mai 1689, qui ne vécut que trois jours. Un deuxième fils, Antoine, né le 28 novembre 1690 meurt à la naissance. Le couple se sépare de plus en plus.

### Séparation du couple

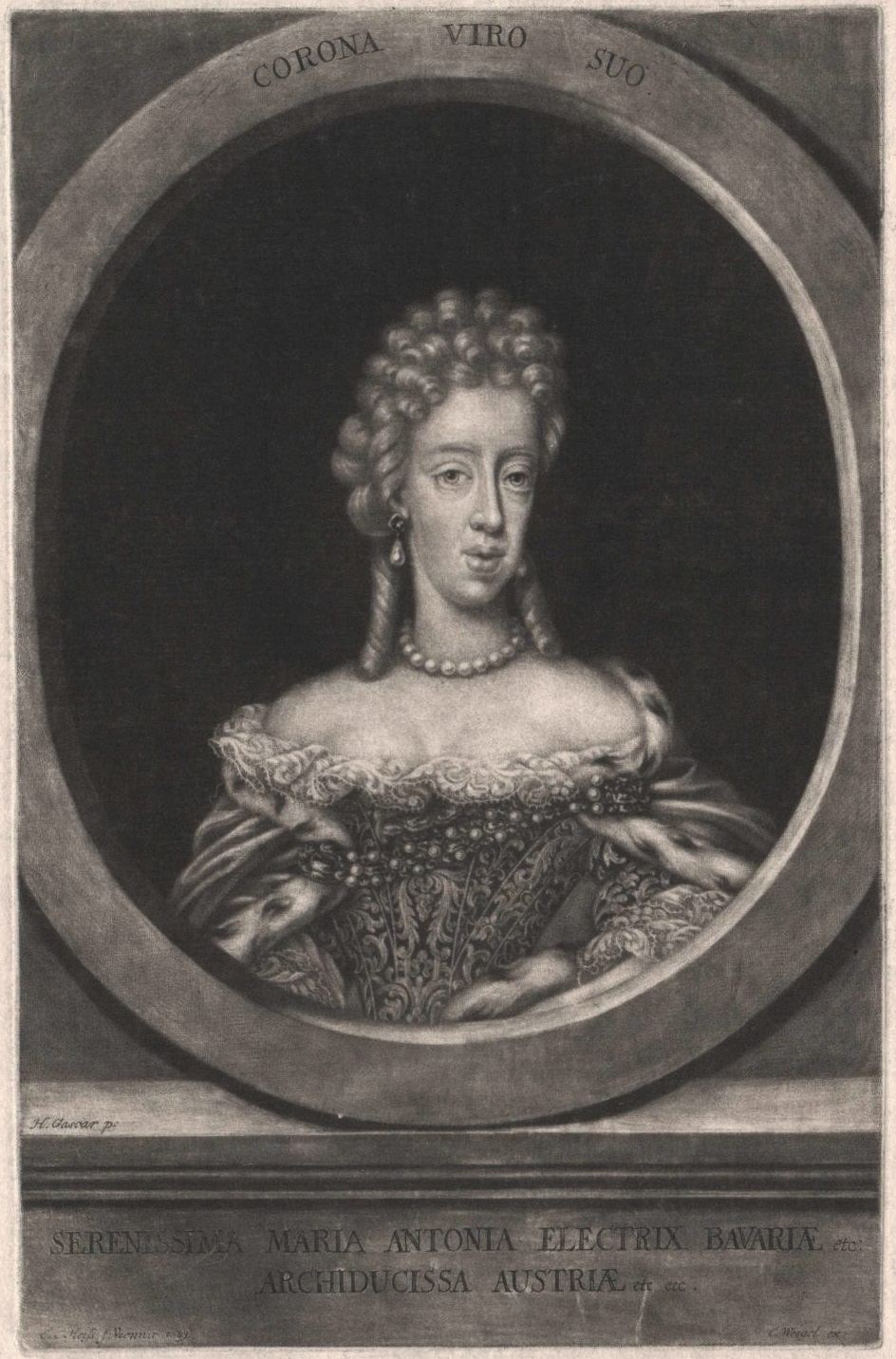
L'Archiduchesse Marie-Antoinette en 1689

À l'été 1691, la jeune Marie-Antoinette se rend chez son père à la cour de Vienne, mais personne n'imagine qu'elle n'en sortira jamais. Peu de temps après, Maximilien-Emmanuel de Bavière est élu gouverneur des Pays-Bas espagnols par le roi Charles II, qui ne se doutait pas de la situation désastreuse du couple. Maximilien se rendra cependant à la cour impériale pour célébrer l'anniversaire de Marie-Antoinette le 18 janvier 1692. À cette occasion, les relations entre le couple se sont légèrement améliorées et ils ont de nouveau eu des relations conjugales, puisque peu de temps après, Marie-Antoinette a annoncé avec joie qu'elle était enceinte. Cependant, Maximilien laisse sa femme poursuivre sa grossesse à Vienne alors qu'il prend le commandement des Pays-Bas espagnols et s'installe à Bruxelles.
L'empereur Léopold était offensé par la conduite de son gendre, car pendant que Marie-Antoinette était enceinte, Maximilien vivait avec sa maîtresse, la comtesse Canozza. Lorsque l'empereur excédé lui écrivit pour lui demander de se séparer de la comtesse, Maximilien répondit, indigné, qu'il ne devait pas s'immiscer dans sa vie.
Pourtant, le jeune électeur a voulu, dans le même temps, faire bonne impression sur la famille espagnole de sa femme, et la preuve en sont les lettres qu'il écrivait à la grand-mère de son épouse, Marie-Anne d'Autriche. Par exemple, un mois avant l'accouchement de Marie-Antoinette, Maximilien a écrit ce qui suit à la reine-mère d'Espagne:

« Ma chère épouse poursuit sa grossesse à Vienne en très bonne santé. J'avais pensé que je retournerais à Munich pour me donner à moi-même et à mes sujets le réconfort d'y accoucher ; mais comme les médecins de Vienne ont exposé les mauvaises conséquences que le voyage pouvait entraîner, je dois me priver de cette consolation. Pour le reste, je prie Dieu que tout se passe bien... »

Le 28 octobre 1692 Marie-Antoinette a finalement donné naissance à Vienne à un héritier tant imploré, Joseph-Ferdinand. La nouvelle fut reçue à la cour d'Espagne avec une joie immense, comme en témoignent les propos du baron de Lancier, ambassadeur de Bavière en Espagne, qui écrivit un mois plus tard de Madrid : "Cette nouvelle a été reçue ici comme si le roi avait eu un fils ; hier et aujourd'hui la Cour de Gala a été, et toute la ville est illuminée. » Concernant la reine mère, Marie-Anne d'Autriche, le même baron de Lancier écrivit à Maximilien-Emmanuel de Bavière ce qui suit : « Cette dame a une telle affection pour Votre Altesse Électorale et pour Madame l'électrice qu'il est impossible de le décrire avec des mots". La reine d'Espagne n'avait pas connaissance des mauvais traitements que faisait subir Maximilien à sa petite-fille.

### Décès
Cependant, les célébrations allaient vite virer au deuil, puisque Marie-Antoinette tombe gravement malade à la suite de l'accouchement, en même temps qu'elle était victime d'une profonde dépression. Ayant perdu tout courage pour affronter la vie, elle meurt d'une fièvre puerpérale à Vienne le 24 décembre 1692 et fut enterrée dans la crypte impériale à côté de sa mère, décédée elle aussi prématurément. Son cœur a été enterré séparément et se trouve dans la crypte du cœur des Habsbourg dans la chapelle Loreto de l'église des Augustins à Vienne; les entrailles dans la crypte ducale de Saint-Étienne.
Juste avant de mourir, Marie-Antoinette prit sa revanche sur son mari infidèle : dans son testament, elle le déshérita complètement et laissa tous ses biens à son fils Joseph-Ferdinand. Elle avait également décrété qu'en cas de décès prématuré de son fils, son père, l'empereur Léopold Ier, et ses proches hériteraient.

## Rôle dans la succession au trône d'Espagne

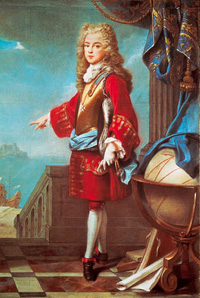
Joseph-Ferdinand, le seul fils survivant à la naissance de Marie-Antoinette

Le dernier roi Habsbourg d'Espagne Charles II n'a pas d'enfants et Marie-Antoinette, en tant que seul enfant survivant de l'impératrice Marguerite-Thérèse, sœur de Charles II, peut légitimement prétendre à sa succession.
Marie-Antoinette est alors d'une grande importance dans le cadre de la succession au trône d'Espagne, qui était un enjeu politique majeur dans l'Europe de la fin du XVIIe siècle. Son seul fils survivant, Joseph-Ferdinand, est alors au centre de la politique européenne à la fin du XVIIe siècle, malgré sa jeunesse, en tant que prétendant au trône d'Espagne. Charles II décréta en septembre 1696 son neveu, Joseph-Ferdinand, héritier de la monarchie espagnole. Cependant, Joseph-Ferdinand meurt avant Charles II le 6 février 1699, ce qui contribua à déclencher la Guerre de Succession d'Espagne. S'il avait survécu à Charles, les puissances européennes lui auraient probablement permis d'accéder au trône d'Espagne.
Ce sera finalement Philippe V, petit-fils de Louis XIV et de Marie-Thérèse d'Autriche, qui succédera au trône espagnol.

## Descendance
De son mariage malheureux avec Maximilien-Emmanuel de Bavière, Marie-Antoinette aura trois fils:
- Léopold-Ferdinand  (22 mai 1689), mort à la naissance.
- Antoine (19 novembre 1690), mort à la naissance.
- Joseph-Ferdinand (1692-1699).